# 意大利社会运动
意大利社会运动（義大利語：Movimento Sociale Italiano，缩写为MSI），后更名为意大利社会运动—全国右翼（Movimento Sociale Italiano - Destra Nazionale，缩写为MSI-DN），是意大利一个已不存在的新法西斯主义政党。该党标榜民族主义和国家主义，一般被归为极右翼政党。
意大利社会运动由Giorgio Almirante在1946年12月26日的时候创立，该党继承了法西斯主义的思想和主张。在创党之初，不少原为法西斯意大利的官员和将领加入该党。其中包括法西斯四巨头之一的切萨雷·马里亚·德韦基和元帅鲁道夫·格拉齐亚尼。
该党的總書記詹弗蘭科·菲尼将该党改名为意大利社会运动—民族联盟（Movimento Sociale Italiano - Alleanza Nazionale，缩写为MSI-AN）。1995年，改组为民族联盟。

## 背景
该党的名称和理想源于意大利社会共和国，这是一个“暴力、社会化和革命共和”的法西斯主义变体，由贝尼托·墨索里尼于1943年在纳粹德国前线后方的意大利半岛北部建立，是纳粹的傀儡国。共和国的唯一合法政党——墨索里尼的共和法西斯党激发了该党的创立。该党由RSI的前法西斯领导人和法西斯军队退伍军人组成，被视为PFR和最初的国家法西斯党的继承者。然而，该党试图将法西斯主义理论现代化，并将其修正为更温和、更复杂的方向。它还借鉴了战后昙花一现的民粹反对党“大众阵线”的反共主义和反建制立场。